# Limnobotrya echinata
Limnobotrya echinata là một loài thực vật có hoa trong họ Saxifragaceae. Loài này được (Douglas) Rydb. miêu tả khoa học đầu tiên năm 1917.